# 御木貴日止

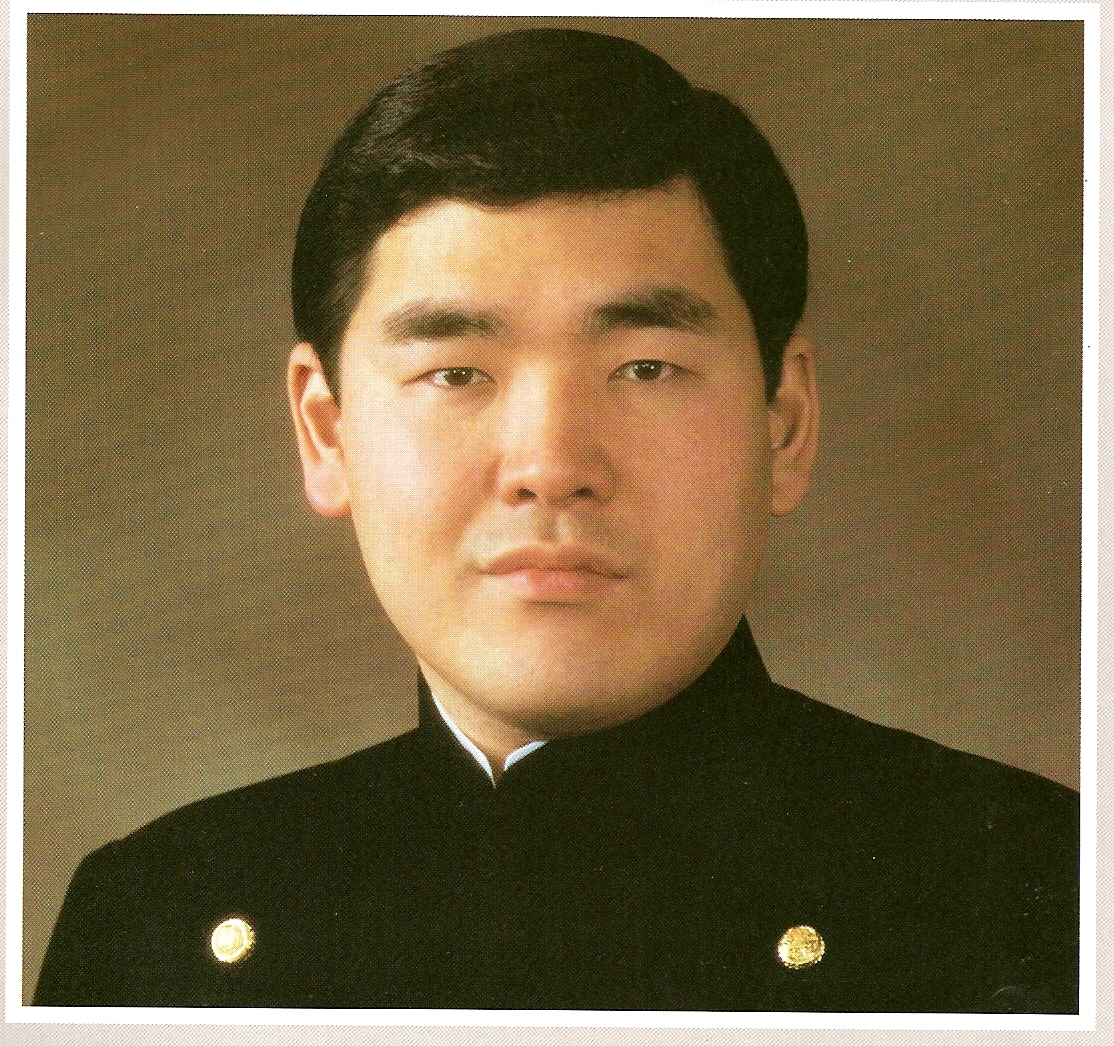
御木貴日止

御木 貴日止（みき たかひと、昭和32年（1957年）12月2日 - 令和2年（2020年）12月5日）は日本の宗教家。パーフェクト リバティー教団の3代目教主。

## 人物
パーフェクト リバティー教団2代目教祖・御木徳近の妻・久枝の弟である橋本清太の五男として大阪府に生まれ、御木徳近の養子となる。東京大学理学部卒業。1983年2月、御木徳近の帰幽により3代目教祖（教主）を継承し、同年6月から全国、そして国外の教会巡教を行い、国の内外で145の教会・支所・出張所の落成に尽力する。また、1988年には新日本宗教団体連合会の副理事長に就任する。
以後、初代教祖・2代教祖に倣って毎年世界平和への祈願と戦争犠牲者への慰霊を捧げる活動を行う。
2020年12月5日、大阪府富田林市の病院で死去した。63歳没。